# Studieförbundet Näringsliv och Samhälle
Tankesmedjan Studieförbundet Näringsliv och Samhälle (SNS) är ett fristående nätverk av opinionsbildare och beslutsfattare i privat och offentlig sektor. SNS vill genom forskning, bokutgivning och möten bidra till debatt och rationella beslut i samhällsfrågor.
SNS bedriver samhällsforskning i samspel med akademiker, företagsledare, politiker, och representanter för media, publicerar forskningsrapporter och debattböcker genom SNS förlag, och arrangerar konferenser och kurser. SNS är däremot inte ett "studieförbund" som bedriver studiecirklar eller motsvarande folkbildning, till skillnad från många andra svenska folkrörelseanknutna organisationer med "studieförbund" i namnet.
SNS är en medlemsbaserad organisation som drivs utan vinstsyfte, och som står fri från politiska partier och intresseorganisationer. SNS har dock en historisk koppling till Svenskt Näringsliv och startades av Näringslivets Fond (Näfo),  vars efterträdare Stiftelsen Fritt Näringsliv,  även finansierar till exempel näringslivets opinionsbildande tankesmedja Timbro.
Organisationen har drygt 250 organisationsmedlemmar samt 13 lokalgrupper som anordnar möten i olika delar av Sverige och utlandet. Kansliet finns i Stockholm med 30 anställda, varav en del har forskarbakgrund.

## Historik
SNS grundades 1948 av tre personer inom näringslivet: Tore Browaldh, Axel Iveroth och Lars-Erik Thunholm. Huvudfinansiär var Näringslivets fond.
En bakgrund till bildandet var den så kallade planhushållningsdebatten som rasade i Sverige under andra halvan av 1940-talet. Den socialdemokratiske finansministern Ernst Wigforss hade lagt fram ett efterkrigsprogram i 27 punkter, och dess inriktning på planhushållning väckte starkt motstånd bland många ledande näringslivsföreträdare, som bland annat bildade Näringslivets Information 1945 för att propagera för sin sak, vilket också ledde till att tonläget mellan storföretagare och socialdemokratin skärptes.
Grundarna av SNS, å andra sidan, syftade till att uppnå dialog snarare än konfrontation med politiker och planhushållningsförespråkare, för att på så sätt uppnå förståelse för näringslivets synsätt. Deras förebild för SNS var Committee for Economic Development i USA. Förste forskningchef blev Jan Wallander, som 1951 blev SNS verkställande direktör.
Denna inriktning på sökandet efter samförståndslösningar levde kvar i SNS även under löntagarfondsdebatten under slutet av 1970- och början av 1980-talen. Under sin dåvarande chef Bengt Rydén intog SNS en mycket försonligare hållning till socialdemokraternas förslag än andra näringslivsankutna organisationer som Sveriges Industriförbund och Svenska Arbetsgivareföreningen (SAF), och SNS och Rydén blev därför föremål för viss kritik inom näringslivsleden.

### Hartman-affären
2011 lämnade dåvarande forskningschefen Laura Hartman denna post på SNS efter att hon förhindrats av VD:n Anders Vredin att delta i debatten om SNS-rapporten Konkurrensens konsekvenser, som Hartman varit redaktör för. Rapporten drog bland annat slutsatsen att det "råder en anmärkningsvärd brist på vetenskapligt baserad kunskap om effekterna av konkurrens i välfärdssektorn" och det inte gick att dra slutsatsen att konkurrensutsättningen ökat effektiviteten. Statsvetaren Olof Petersson sade upp sig från SNS i protest mot behandlingen av Hartman.

## Finansiering
- Medlemsavgifter från individer, företag, myndigheter och organisationer.
- Forskningsanslag
- Konferensavgifter
- Bokförsäljning[8]

SNS är icke-vinstinriktad.

## Verksamhet
- Forskning
- Möten med seminarier, utbildningar och nätverkande
- Böcker[8]

## Chefer
SNS har haft följande chefer (verkställande direktörer):
- 1951–1953: Jan Wallander
- 1953–1956 Hans B. Thorelli
- 1956–1961 Torsten Carlsson
- 1961–1962 Göran C.-O. Claesson
- 1962–1965 Karl-Fredrik K-m Karlsson
- 1966–1973: Göran Albinsson Bruhner
- 1974–1984: Bengt Rydén
- 1985–2002: Hans Tson Söderström
- 2003–2009: Stefan Lundgren
- januari 2010 – september 2011: Anders Vredin
- juli 2012 – augusti 2022: Mia Horn af Rantzien
- september 2022 –: Ilinca Benson[9]